# Aloinopsis acuta
Aloinopsis acuta är en isörtsväxtart som beskrevs av L. Bol. Aloinopsis acuta ingår i släktet Aloinopsis och familjen isörtsväxter. Inga underarter finns listade i Catalogue of Life.